# Пирамида (команда КВН)
«Пирами́да» — команда КВН, сборная Северной Осетии, выступавшая в Высшей лиге КВН с 2006-го по 2008 год включительно. Начиная с 2009 года участия в регулярном сезоне не принимала, официально попрощавшись со зрителями на фестивале в Сочи в январе 2010 года, символично покинув сцену через центральный проход зрительного зала. Впрочем, несмотря на уход, Пирамида дважды принимала участие в фестивале в Юрмале (2009) и выступила на Летнем Кубке-2010. Последние два выступления примечательны тем, что Пирамида выходила на сцену в тандеме с командой Нарты из Абхазии.

## История
Команда была образована в результате слияния команд «Владикавказские спасатели» и «Катастрофы недели» в 2004 году. Новый коллектив назывался «Сборная Владикавказа» и выступал в Краснодарской Лиге КВН, где занял второе место в финале, уступив команде «Дети Новодворской». Поражение было в какой-то степени компенсировано позже завоеванием зимнего Кубка Краснодарской лиги.

### Премьер-Лига
Благодаря успешному выступлению на сочинском фестивале и последовавшем гала-концерте, «Пирамида» была приглашена в Премьер-Лигу, где дебютировала в 2005 году. Команда была среди фаворитов сезона и сумела выйти в финал, однако, уступила сборной Томска — «МаксимуМ».

### Высшая лига
В 2006 году команда стартовала в Высшей Лиге КВН, завоевав Малый КиВиН в Светлом (эквивалент пятого места) на фестивале в Юрмале, и дошла до полуфинала. Примечательно то, что команда поменяла форму, сменив чёрно-зелёные свитера на розовые рубашки и чёрные пиджаки.
Следующий год стал более успешным в плане достижений в регулярном сезоне — команда дошла до финала, где после яркого выступления проиграла один балл команде МЭИ «Обычные люди» (в отличие от традиционного подсчёта среднего балла, в этой игре оценки суммировались). До музыкального конкурса обе команды шли вровень, тогда как после заключительного этапа игры, шесть из семи судей единогласно присудили обеим командам высшие оценки, и лишь седьмой член жюри, Юлий Гусман, поставил «Обычным людям» пять баллов, а «Пирамиде» — «четверку», решившую исход встречи в пользу московской команды. Любопытно то, что за несколько минут до объявления оценок Гусман рассыпался в комплиментах игрокам «Пирамиды» и даже цитировал их фразы из игры, при этом даже не упомянув «Обычных людей», в результате чего столь низкая оценка сильно удивила даже Александра Маслякова, не говоря о зрителях. Первоначальный эффект от поражения оказался настолько силён, что церемония награждения вышла весьма скомканной: капитан команды, Давид Цаллаев, снял серебряные медали, традиционно висевшие на новогодней ёлке, и немедленно вернулся к команде, не пожав руки Александру Маслякову — беспрецедентный случай среди призёров КВН.
В 2008 году «Пирамида» также дошла до финала, однако, проиграв разминку, вновь оказалась в качестве серебряных призёров, не сумев догнать «МаксимуМ», которому осетинская команда уже уступала звание чемпиона, только Премьер-Лиги, в 2005 году. Повторное «серебро» впоследствии стало объектом горьких шуток: «Стать чемпионом может каждый дурак, а специально занять второе место два года подряд могут только великие».

### Уход
Указав общую усталость от многочисленных репетиций, разъездов и выступлений в качестве главной причины, «Пирамида» отказалась от участия в регулярном сезоне-2009. Исключение было сделано для музыкального фестиваля в Юрмале, где «Пирамида», вновь в тандеме с «Нартами из Абхазии» (первое совместное выступление состоялось на выигранном ими же Летнем Кубке-2008), выиграла самую престижную награду «Большой КиВиН в золотом». В дополнение Александр Масляков торжественно вручил дуэту победителей Президентский КиВиН.
Болельщики с волнением ждали сезона-2010, надеясь на возвращение «Пирамиды». Интернет полнился слухами, что осетины снова вернутся, однако надежды не оправдались, когда во время сочинского фестиваля игроки «Пирамиды» после короткого выступления отложили микрофоны в сторону и, поблагодарив зрителей за любовь и поддержку, покинули сцену через центральный проход в зрительном зале под овации публики.
Несмотря на завершение своих выступлений в играх регулярных сезонов Высшей Лиги, «Пирамида» вновь сыграла на Летнем Кубке 2010 года, который как и в 2008-м проходил по схеме «Чемпион+». Партнёрами осетин вновь стала команда из Абхазии, и в очередной раз, сотрудничество оказалось успешным: тандем «Нарты» + «Пирамида» одержал победу над командой «ПриМа» + «СОК».

## Стиль выступлений
«Пирамида» является одной из наиболее разносторонних команд КВН, демонстрируя широкий спектр номеров, начиная от социальных и студенческих номеров, близких жителям России независимо от места проживания, и заканчивая выступлениями с национальной осетинской спецификой. Для сравнения, другая, не менее популярная команда с Кавказа, «Нарты из Абхазии», концентрируется на шутках, связанных с Абхазией, в то время как осетинская команда является более утонченным сплавом мульти-культурного юмора и не зависит всецело от привязок к родному географическому региону. Сценическая обстановка может варьироваться от простейших миниатюр из двух человек до сложных костюмированных сцен, задействующих всю команду (нап. «Ромео и Джульетта — осетинский вариант»).
Как и многие другие команды, «Пирамида» также успешно высмеивает в миниатюрах публичных персон (Ксения Собчак), политиков (Джордж Буш), артистов эстрады (Александр Буйнов, Тимати) и т. д.
Зачастую эксплуатируется колоритный образ Заурбека Байцаева, которого отдельные игроки или вся команда сразу выставляют изгоем, недотепой или просто дурачком. Несмотря на то, что сам Заурбек является редактором межрегиональной лиги КВН «Алания», а также ассистирует молодым осетинским КВНщикам в качестве художественного руководителя, подобные номера удаются ему с особым успехом ввиду характерной внешности и незаурядных актёрских данных.
Также особенную привлекательность для зрителя имеют традиционные осетинские танцы, временами демонстрируемые под практически любую музыку вплоть до Уитни Хьюстон и гимна КВН.
Кроме этого, отличительной от других команд особенностью является наличие постоянного конферансье, в роли которого выступает Тимур Каргинов, редко участвующий в основных номерах, но практически всегда выходящий между ними, чтобы объявить очередную сцену и чтобы «все аплодисменты доставались ему».

## Состав
| Актёрский состав | Администрация и поддержка |
| --- | --- |
| - Давид Цаллаев, капитан - Заурбек Байцаев - Азамат Кокоев - Аслан Алборов † - Аслан Гугкаев - Заурбек Зангиев - Заурбек Богов - Тимур Дьяконов - Георгий Абаев - Аслан Сокуров - Таймураз Бадзиев (до 2006 года) - Тимур Каргинов | - Игорь Опарин, музыкант/звукооператор - Александр Батырев, звукооператор - Таймураз Бадзиев, директор - Сослан Нартиков, администратор - Эльберд Агаев, режиссёр - Радион Бигулаев, директор/хореограф - Артур Сикоев, автор - Виктория Бирагова, администратор - Екатерина Донских, администратор |

## Признание

### Отражение проигрыша 2007 в КВН
Неудавшаяся попытка команды завоевать чемпионский титул в 2007 году вызвала большой отклик и в самом КВН:
После второй 1/8 финала 2008 года, постоянный член жюри, Леонид Ярмольник публично заявил:

«Я не скрываю, я очень симпатизирую, мне нравится команда „Пирамида“. Я рад, я рад, что вы украшаете этот отличный сезон, но дело не во мне. Я рад, что сегодня, судя по оценкам, „Пирамида“ больше нравится Гусману, чем в декабре».

На Спецпроекте-2008 фронтмен команды «Станция Спортивная» Дмитрий Кожома в своей неподражаемой манере полушутливо-полусерьезно заявил представителям команды «Обычные люди»:

«Про вас я вообще думал, что вам чемпионство незаслуженно досталось!»

Чемпионский титул «Обычных людей» ставится под вопрос в Интернете до сих пор, порою вызывая нешуточные виртуальные баталии.

### Рейтинг
Несмотря на отсутствие чемпионского титула, по состоянию на март 2010 года «Пирамида» является одной из самых популярных команд КВН, занимая в официальном рейтинге АМиКа третье место, уступая «Сборной Краснодарского края» и «Приме».

### Награждение
10 февраля 2009 года Президент Республики Северная Осетия — Алания Таймураз Мамсуров лично поблагодарил игроков «Пирамиды» за «подтверждение высокого интеллектуального уровня осетинской молодежи, демонстрирующей свои лучшие качества». Каждому игроку были вручены ключи от нового ВАЗ-2114. Иронично то, что, как и во время выступлений, в несколько неудобное положение попал Заурбек Байцаев, который приехал на встречу на своем личном автомобиле, в результате чего ему пришлось дважды возвращаться, чтобы забрать подарок. Однако, этим дело не кончилось. Примерно через две недели именно этот автомобиль был угнан.

## Пост-КВН
После КВН жизнь многих игроков в той или иной мере осталась связанной с этой игрой. Так Давид Цаллаев является креативным продюсером проекта «Comedy Woman», редактором Лиги КВН «Подъём», а также режиссёром-постановщиком шоу «Незлобин и Гудков»; Заурбек Байцаев и Георгий Абаев — работают в качестве редакторов региональной лиги КВН «Алания», где Азамат Кокоев является администратором; Аслан Гугкаев — автор проектов «Даёшь молодёжь!», «6 кадров», «Одна за всех» и «Видеобитва» на СТС. Тимур Каргинов является участником проекта «Stand UP» на ТНТ. Автор и соведущий “KuJi Podcast”, видеоверсия которого выходит на YouTube и аудиоверсия в сервисе “Podcasts”.
Давид Цаллаев и Заурбек Байцаев — актёры сериала «Однажды в России».

## Личная информация
- По словам Заурбека Байцаева, все ребята в команде — спортивные. Преобладают борьба и футбол. Сам Заурбек занимался вольной и греко-римской борьбой до поступления в институт.[10]
- У Давида Цаллаева сломано левое ухо: последствие занятий борьбой.[10][11]
- Внутрикомандные прозвища есть почти у всех игроков. Так Давид Цаллаев — Сиплый или Цаллай, Заурбек Байцаев — Варабей (именно в такой транскрипции), Аслан Алборов — Хомяк (Хома), Аслан Гугкаев — Цвырь, Заурбек Зангиев — Зангий, Аслан Сокуров — Сокур, Тимур Каргинов — Каргин, Тимур Дьяконов — Уася, а Заурбек Богов — Боговский.
- В ночь с 3 на 4 июля 2018 года Аслан Алборов был обнаружен мёртвым в коттедже на базе отдыха в Северной Осетии. По предварительным данным, причиной смерти стало самоубийство.[12]